# Ralf Göthel
Ralf Göthel es un deportista de Alemania Oriental que compitió en biatlón. Ganó una medalla de plata en el Campeonato Mundial de Biatlón de 1985, en la prueba de relevos.

## Palmarés internacional
| Campeonato Mundial | Campeonato Mundial | Campeonato Mundial | Campeonato Mundial |
| Año                | Lugar              | Medalla            | Prueba             |
| ------------------ | ------------------ | ------------------ | ------------------ |
| 1985               | Ruhpolding (RFA)   | Medalla de plata   | Relevos            |